# Phragmocône

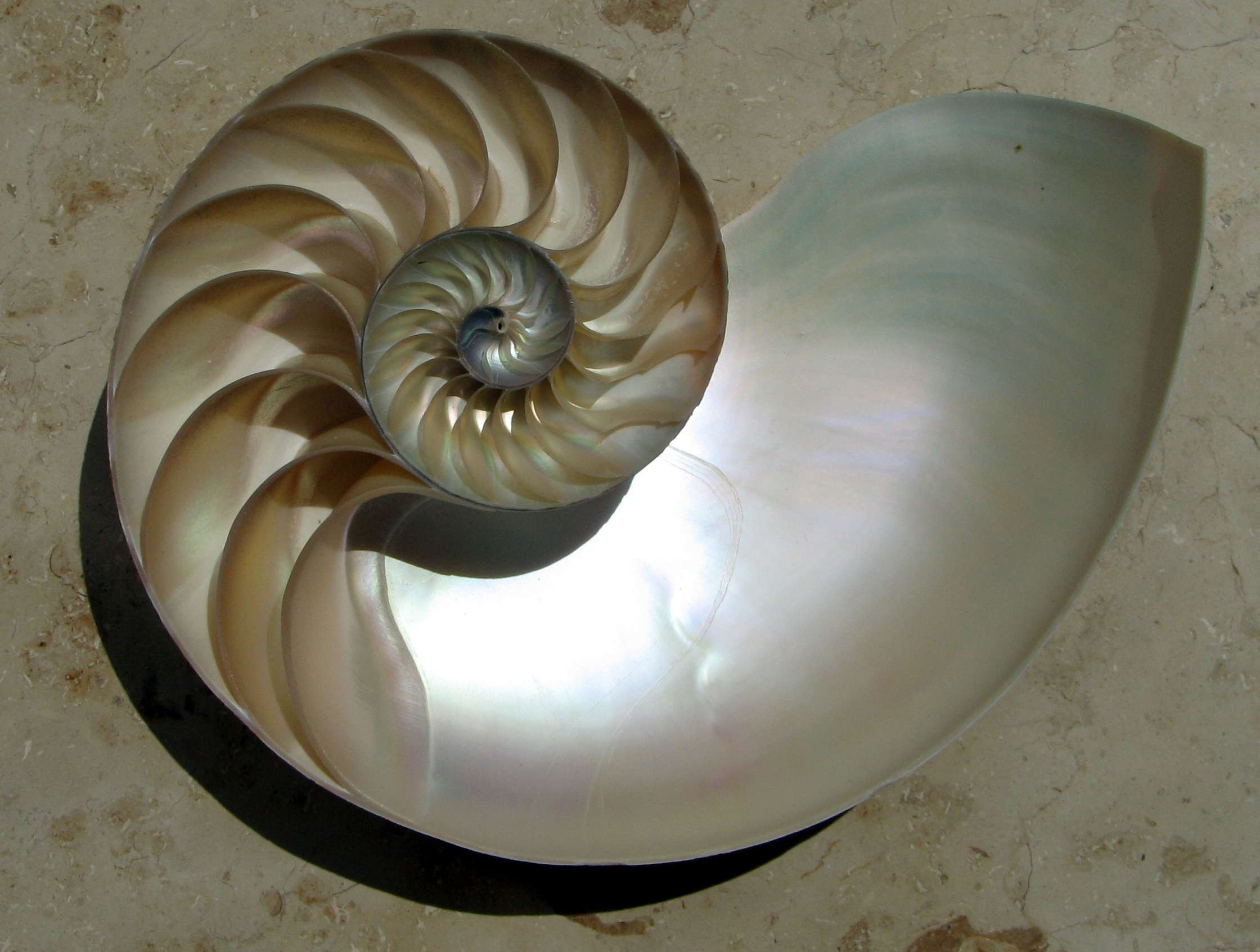
Coquille de nautile coupée longitudinalement montrant la loge d'habitation de l'animal et la partie plus interne cloisonnée de la coquille, appelée phragmocône.

Le phragmocône constitue la partie cloisonnée de la coquille des céphalopodes. Les cloisons qui divisent cette partie interne de leurs coquilles s'appellent des « septa » (« septum » au singulier), elles séparent des loges appelées aussi « camera ».  
Chez la plupart des nautiloïdes et des ammonites, le phragmocône peut-être droit, courbé ou enroulé en spirale. Les chambres du phragmocône sont remplies de gaz (diazote) et d'eau. Elles sont percées par un tube, le siphon, qui permet à l’animal de contrôler les quantités et la répartition d’eau et de gaz dans les loges et ainsi permettre de jouer sur sa flottabilité et ses mouvements verticaux.
Malgré cet avantage, une telle coquille augmente la masse de l'animal et, par conséquent, devient un inconvénient dans la capture de proies rapides. Quelques nautiloïdes, tels  les « orthocères » siluriens de l'ordre des Ascocerida, perdent leur phragmocône à maturité, vraisemblablement pour augmenter leur vitesse et  manœuvrabilité. Les premiers coléoïdes  et « bélemnites » ont adopté une évolution différente où le phragmocône a été conservé mais est devenu interne et réduit. En général, la coquille des céphalopodes tend à devenir vestigiale, voire à disparaître.

## Registre fossile

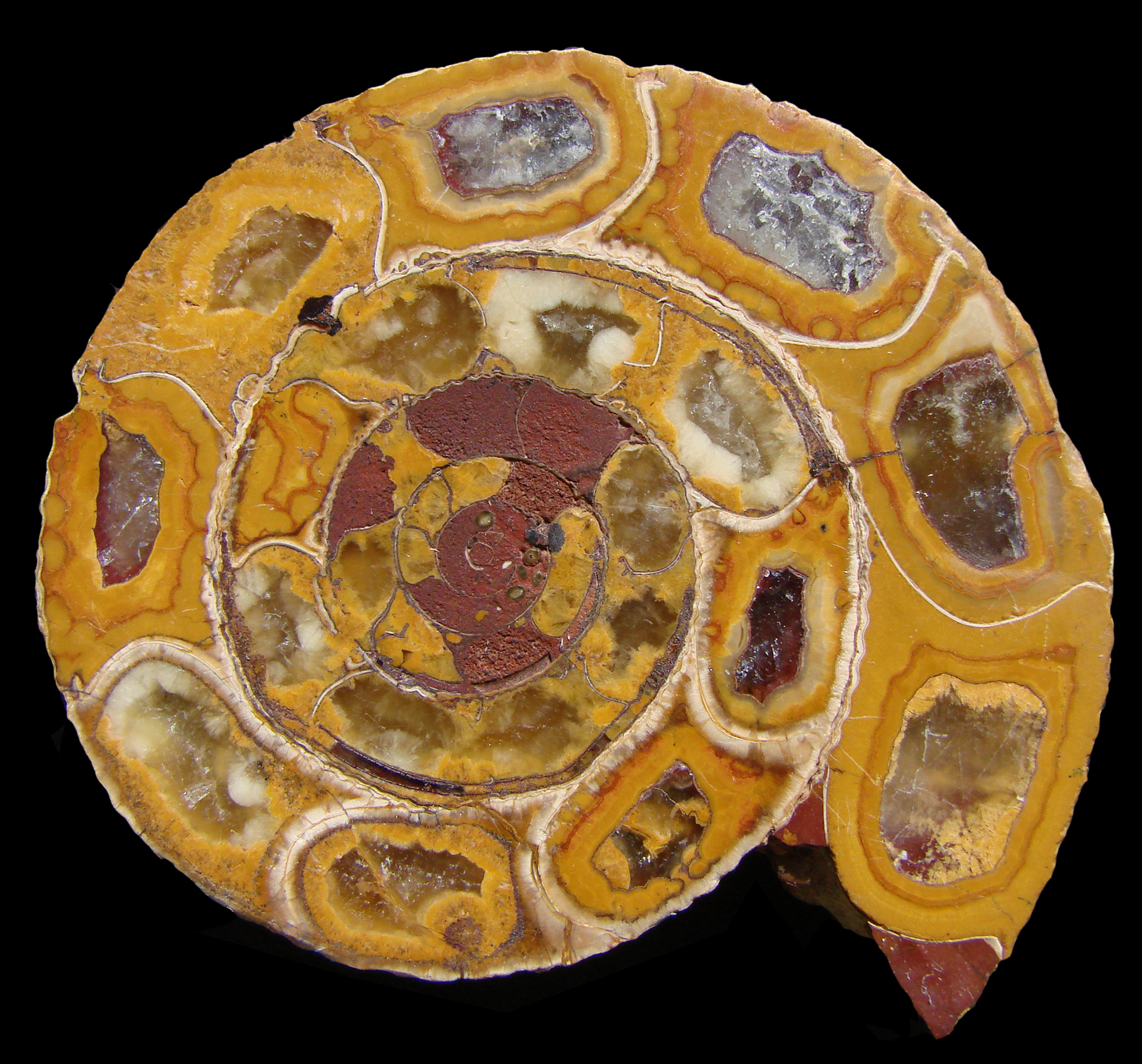
Coupe longitudinale polie d'une ammonite montrant les loges du phragmocône plus ou moins minéralisées.

La coquille des céphalopodes est dans la quasi-totalité des cas la seule partie de l'animal à être fossilisée. Le phragmocône, qui constitue la partie interne de la coquille,  renforcé par la présence de cloisons, se fossilise plus fréquemment que la chambre d'habitation, plus fragile, de l'animal. Ce phragmocône fossilisé peut rester vide, ou plus ou moins minéralisé par des cristaux (calcite...), ou rempli de sédiments ayant pu passer par le siphon.

## Histoire évolutive
« Les premiers phragmocônes remontent aux origines des céphalopodes, au Cambrien. Externe chez les nautiles et les ammonites, le phragmocône est internalisé chez les coléoïdes (tous les céphalopodes actuels sauf les nautiles). Les loges, ou chambres, du phragmocône sont remplies d'eau et de gaz, principalement composé d'azote. La proportion liquide/gaz peut être modifiée par l'animal, entraînant une modification de la masse volumique de l'organisme et donc de sa flottabilité. Chez les coléoïdes, le phragmocône internalisé n'a plus de rôle de protection mais conserve un rôle de régulateur de flottabilité. Certains coléoïdes, comme certains calmars, ont perdu la capacité à minéraliser leur coquille. L'organe résultant est alors purement organique et porte le nom de gladius (en) (ou encore "plume", pour les calmars). Chez les octopodes (les poulpes), la régression est allée jusqu'à la perte totale du gladius ».